# WASP-83
WASP-83 — одиночная звезда в созвездии Ворона на расстоянии приблизительно 877 световых лет (около 269 парсек) от Солнца. Видимая звёздная величина звезды — +12,88m. Возраст звезды определён как около 5 млрд лет.
Вокруг звезды обращается, как минимум, одна планета.

## Характеристики
WASP-83 — жёлтый карлик спектрального класса G8. Масса — около 1,11 солнечной, радиус — около 1,03 солнечного, светимость — около 0,892 солнечной. Эффективная температура — около 5409 K.

## Планетная система
В 2014 году группой астрономов проекта SuperWASP у звезды обнаружена планета WASP-83 b.